# Тихуана
Тихуа́на (исп. Tijuana) — город на северо-западе Мексики, крупнейший в штате Нижняя Калифорния и самый западный во всей Латинской Америке. Расположен в 170 км от столицы штата — Мехикали и в часе езды от портового города Энсенада. Расстояние до столицы страны — 2761 км. Тихуана также является административным центром одноимённого муниципалитета. Отделен государственной границей от города-побратима в США — Сан-Диего, а общая численность населения этих городов превышает 5 млн человек.

## Название
Происхождение названия города неоднозначно, с самого начала упоминания в испанских документах встречается целый ряд вариантов: «La Tía Juana», «Tiguana», «Tiuana», «Teguana», «Tiwana», «Tijuan», «Ticuan», а также современное «Tijuana». Наиболее общепринято мнение о происхождении названия от «тиван», что на языке местного племени кумияй значит «приморье». Однако в местном фольклоре популярна легенда, что название происходит от Тиа-Хуана (исп. Tía-Juana), восходящего к названию ранчо «Ла Тиа Хуана» (исп. La Tía Juana — «Тётушка Хуана», или «Тётя Яна»), существовавшего в первой половине XIX века.

## История

### Доиспанский период
До прихода на эти земли испанцев, здесь существовали поселения племён кумиаи (k’miai), родственных с другими племенам, жившими на Калифорнийском полуострове. Об этом сохранились ссылки в некоторых летописях миссионеров, которые пересекали этот регион по пути на север. Существует также ряд языковых элементов, позволяющих предположить, что слово Тихуана индейского происхождения. Но сохранились документы, о том, что в 1809 году, в книге с записями о крещении в миссии Сан-Диего, прошло крещение местного жителя из поселения «de la ranchería de tía Juana». Возможно приходской пастор просто испанизировал туземное слово, которое не очень хорошо понял.

### Эпоха открытий

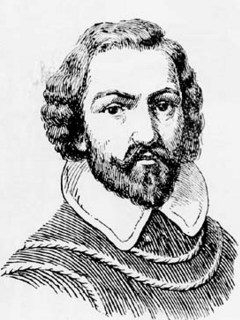
Хуан Родригес Кабрильо

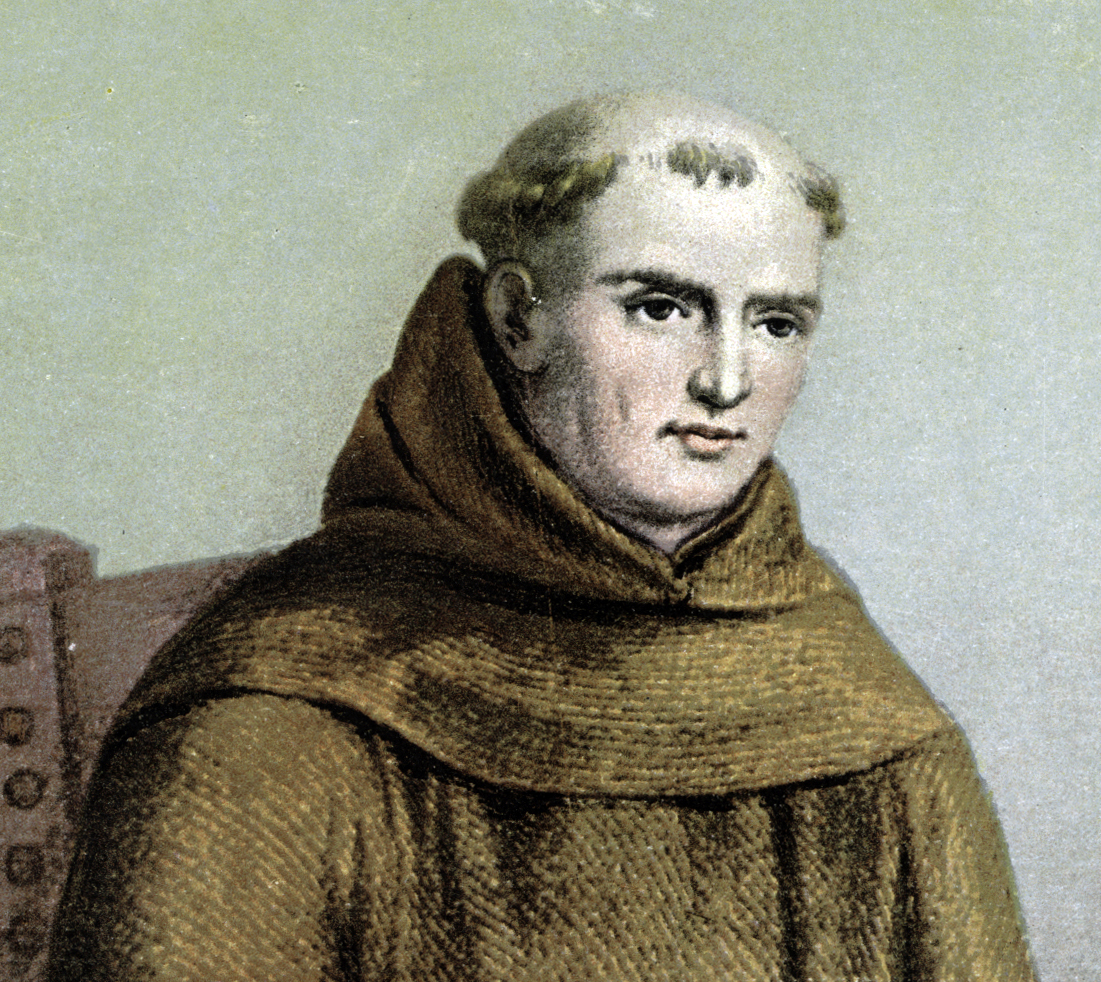
Хуниперо Серра

Первым европейцем исследователем, который проплывал возле берегов современного муниципалитета Тихуана, был Хуан Родригес Кабрильо, двигавшийся из небольшой бухты (современный Энсенада) на север, и за шесть дней с 23 сентября по 28 сентября 1542 года достиг залива Сан-Диего.
Первым европейцем, ступившим на земли современного муниципалитета Тихуана в 1769 году, был монах-францисканец Хуниперо Серра. В его дневнике сохранилась следующая запись:
1 июля, суббота. Мы вышли рано утром, после посещения нашего ордена Девы Марии […] остался день пути до прибытия в портовое поселение, где нас ждут два судна: Сан-Карлос и Сан-Антонио […] Мы добрались без происшествий — счастливые и довольные, в долгожданный порт Сан-Диего.
В последний день пути, перед достижением порта Сан-Диего, отец Серра проходил по землям Тихуаны.

### XIX век

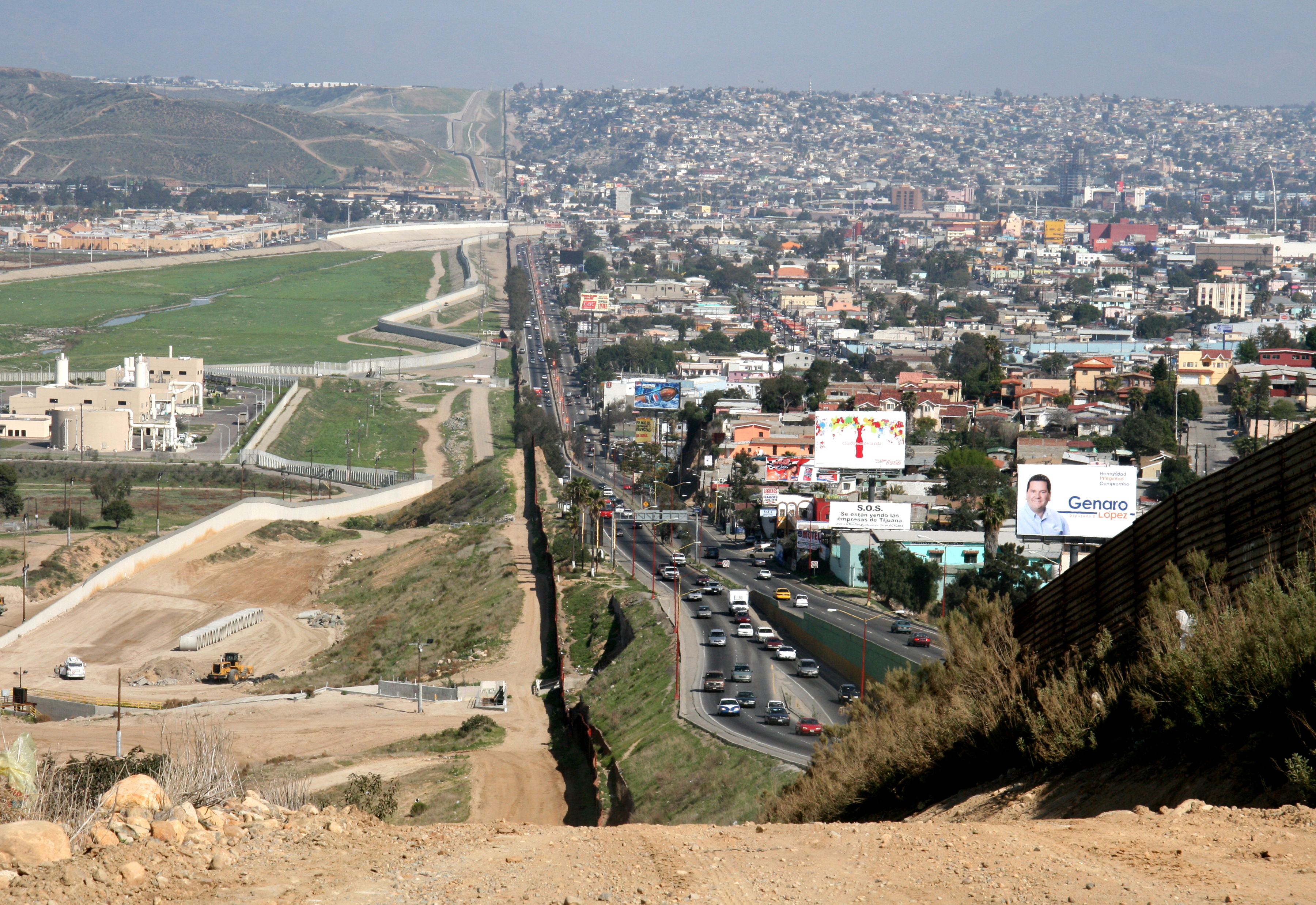
Граница между США и Мексикой (слева — Сан-Диего, справа — Тихуана)

В 1829 году, в конце периода правления губернатора Калифорнии Хосе Мария Эчендия, он предоставил Сантьяго Аргельо Мораге для разведения крупного рогатого скота ранчо Тихуана, площадью 10 000 га.
В 1846 году, во время Американо-мексиканской войны, флот США начинает вторжение на берега Калифорнии. Последовавшая после этого неравная борьба, вынудила Мексиканское правительство вступить в переговоры. После подписания перемирия, было решено установить новые чёткие границы. После консультаций с Конгрессом, правительство республики, было вынуждено 2 февраля 1848 года подписать договор Гвадалупе-Идальго, потеряв более половины своей территории.
Следствием всего этого стало решение, о том что Тихуана станет пограничным городом, по другую сторону от порта Сан-Диего, который остался за американцами.
11 июля 1889 года считается официальной датой основания города Тихуана, хотя уже до этого, в 1864 году в поселении уже были организованы управа и судебный орган.

### XX век
По данным переписи 1900 года, в Тихуане проживало 242 человека.

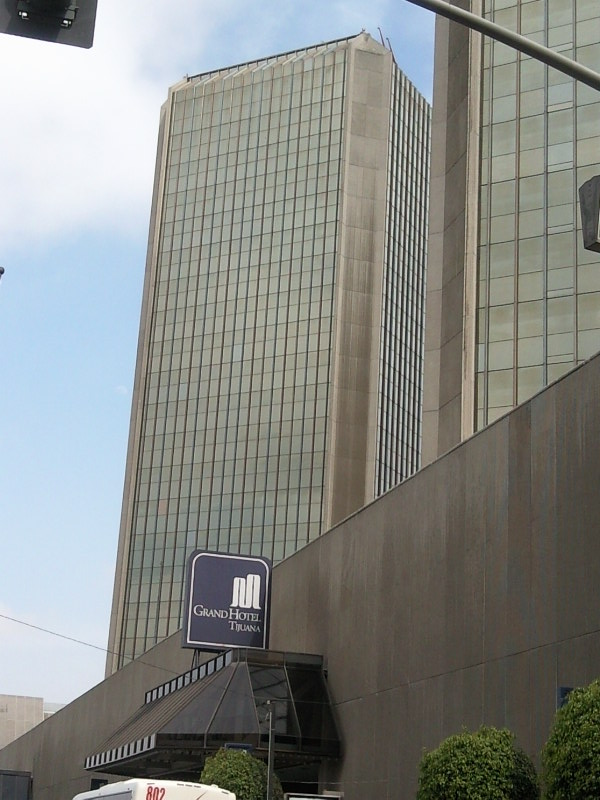
Здания Agua Caliente

9 мая 1911 года Тихуана была взята штурмом группой мексиканских и иностранных вооружённых лиц, во главе с братьями Рикардо и Энрике Флорес Магон, намеревавшимися сделать Нижнюю Калифорнию социалистической республикой, под управлением Либеральной партии Мексики, основанной ими же. Жители Тихуаны и других поселений Нижней Калифорнии не были согласны с этими планами и готовы к борьбе с флибустьерами. После нескольких кровопролитных стычек захватчики были вытеснены в США.
В начале 20-х в Тихуане начинает развиваться игорный бизнес. В 1924 году был построен ипподром и клуб для проезжих. В 1927 году в городе основан туристический комплекс «Compañía Mexicana de Agua Caliente». 9 июня следующего года открывается казино Agua Caliente. В развитии этой инфраструктуры приняли участие политики, бизнесмены и артисты, зарождающегося калифорнийского кинематографа.
15 октября 1925 года, указом президента Мексики Плутарко Элиас Кальеса, был создан муниципалитет Сарагоса с административным центром в Тихуане, но это название по разным причинам не прижилось. Поэтому 25 ноября 1927 года Конгрессом Мексики было принято решение о переименовании муниципалитета в Тихуана.
В 1935 году, указом президента Ласаро Карденаса были закрыты все игорные заведения страны, в том числе и казино Agua Caliente и клуб иностранцев. Через два года после закрытия, туристический комплекс Agua Caliente был экспроприирован для создания промышленного учебного центра. В настоящее время это Федеральная школа им. Ласаро Карденаса — одна из лучших государственных средних школ в городе.
16 февраля 1938 года в центре города более тысячи человек устроили беспорядки. Они пытались линчевать солдата Хуана Кастильо Моралеса, обвиняемого в изнасиловании и убийстве девушки Ольги Камачо. Протестующие подожгли здания мэрии и полиции. Запутанные обстоятельства этого инцидента и последующий расстрел солдата, зародили городскую легенду о Хуане Сольдадо.
В том же году в городе была открыла арена для боя быков «Тихуанская Коррида».

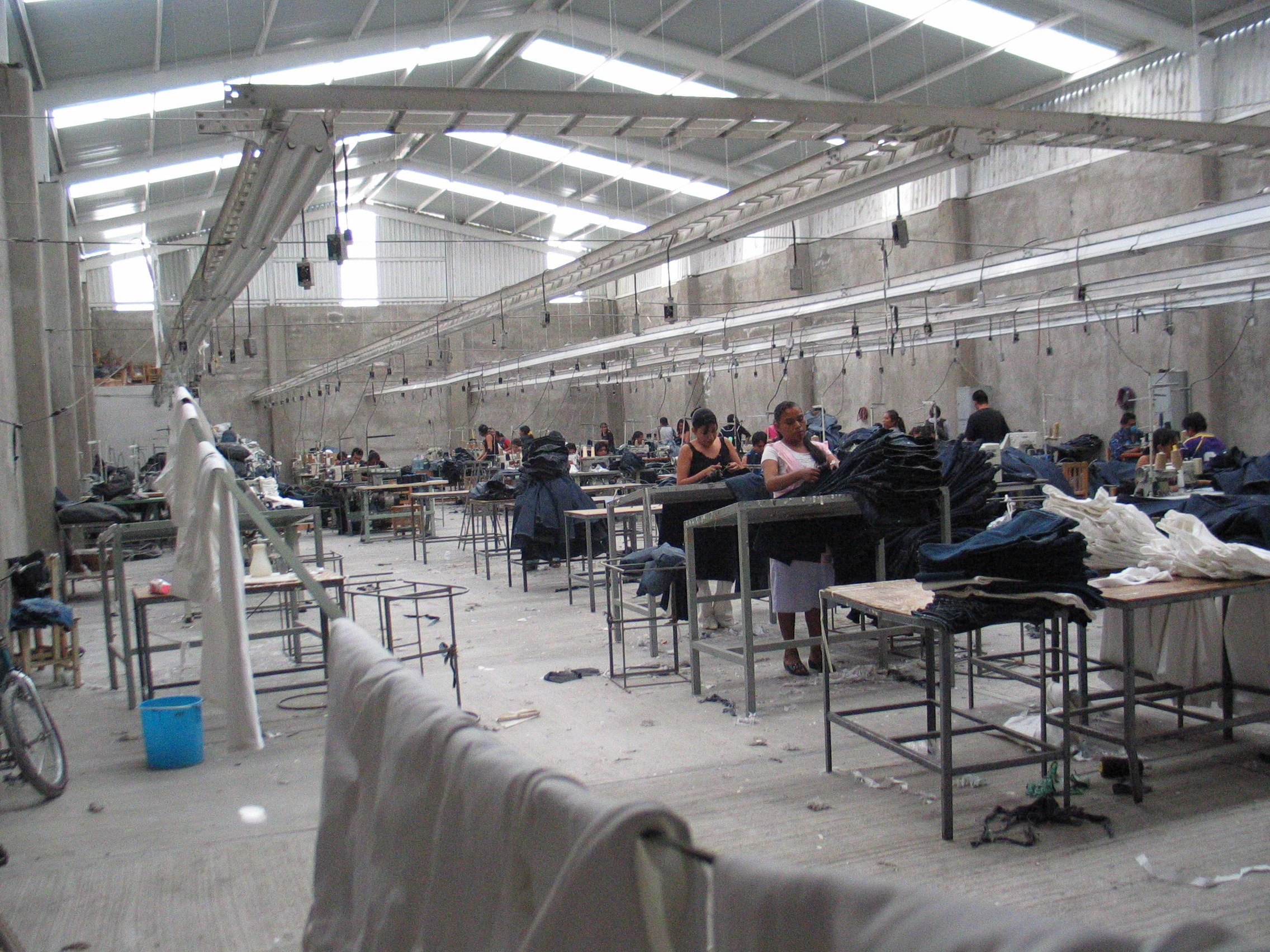
Совместное предприятие по пошиву одежды в Тихуане

26 апреля 1940 года создан правовой фонд оформления недвижимости. В этом же году при пересечении государственной границы необходимо было предъявить паспорт.
В 1952 году территория Нижней Калифорнии становится свободным штатом Мексики. А 1 мая 1954 года, в Тихуане начинает работать первая городская администрация.
18 июля 1960 года в Тихуане был запущен ретранслятор канала «Telesistema» (в н.в. «Televisa»).
В том же году был запущен проект строительства живописной дороги Тихуана—Энсенада.
В 1965 году была запущена программа по созданию совместных предприятий с фирмами из других стран, способствовавшая развитию экономики и будущего города.
В 1970 году в Тихуане был введён в эксплуатацию Международный аэропорт имени генерала Абелардо Л. Родригеса.
23 марта 1994 года в пригороде Тихуаны был убит Луис Дональдо Колосио, кандидат на пост президента Мексики от PRI. Это трагическое событие потрясло всю страну.

### XXI век
29 января 2007 года в Тихуане была размещена Архиепископская епархия, управляющая церковной провинцией, включающей в себя все епархии полуострова Нижняя Калифорния и части соседнего штата Сонора.
В 2007 году в Тихуане и Мехикали под эгидой ФИВБ прошёл Чемпионат мира по волейболу среди девушек.
Большой приток мигрантов из южных районов Мексики, желающих попасть в США, но в большинстве своём не имеющих возможность пересечь границу, оседают в Тихуане. Это привело к высокому темпу роста города на юг и восток, и, возможно, скорому объединению с городами Росарито и Текате.
Преступность в Мексике встречается всюду, но в Тихуане, из-за близости границы, она выделяется ещё больше, так как эту территорию пытаются поделить различные преступные группировки. В 2009 году, президент Фелипе Кальдерон заявил, что организованная преступность в Тихуане в период с октября 2008 по март 2009 года сократилась на 78 %.
15 октября 2008 года стартовала Целевая программа капитального ремонта дорог, включающая в себя также строительство 18 развязок и 42 эстакадных дорог, которые позволят разгрузить городские маршруты.
В 2009 году на стадионе Калиенте должны были пройти отборочные матчи КОНКАКАФ перед Чемпионатом мира по футболу, но из-за опасности вируса H1N1 были перенесены.
В марте 2010 года в Тихуане прошёл Всемирный Молодёжный Чемпионат по Тэквондо.

## География и климат

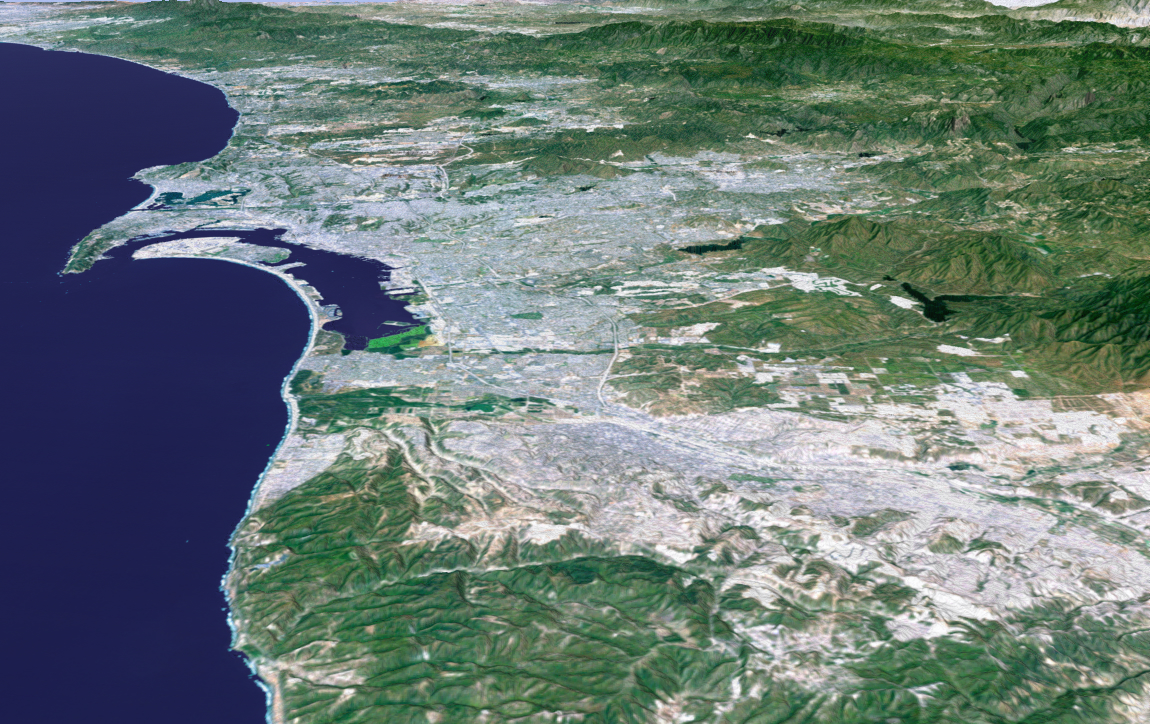
Трёхмерная географическая карта городов Сан-Диего — Тихуана

Город расположен в географических координатах 32°31′54″ с. ш. 117°01′12″ з. д..
Тихуана известна своей неровной местностью, включающей в себя каньоны, холмы и столовые горы.
В городе протекает река с одноимённым названием, впадающая в Тихий океан. В километре севернее реки расположена граница с США, а область между рекой и границей называется речной зоной. Здесь располагается много гостиниц, ресторанов, торговых центров, больниц и жилых многоэтажек.
Муниципалитет Тихуана делится на административные районы (исп. delegaciones), девять из которых — районы города. Площадь Тихуаны, около 637 км², а всего муниципалитета 879,2 км².

### Районы
- Сентро — исторический центр Тихуаны, где расположен главный деловой район города: Зона Рио или Даунтаун. В Зоне Рио, раскинувшейся в северной части города, недалеко от американской границы, сконцентрированы офисы компаний и банков, отели, торговые центры, госпитали.

- Авенида Революсьон (Авенида Революции) знаменита своими барами, ресторанами, отелями, магазинами, аптеками и художественными галереями. В вечернее время бульвар, расположенный в Зона Норте, привлекает множество туристов своими борделями, ночными клубами, уличными проститутками и торговцами наркотиков.

- На Пасео де лос Эроес (Дорога Героев) сконцентрированы офисы банков и страховых компаний, отели, магазины и госпитали, а также крупнейший торговый центр «Плаза Рио» и Культурный центр Тихуаны.

- Вдоль бульвара Агуакалиенте расположены рестораны, магазины, отели и спортивные комплексы, в том числе две башни «Лас Торрес» (отель и офисы), футбольный стадион Калиенте, Муниципальный аудиториум, где играет местная баскетбольная команда, и ипподром.

- На бульваре Санчес Табоада находится множество ресторанов, в том числе мексиканской, итальянской, испанской, французской, аргентинской, китайской, японской, американской, тайской, греческой, бразильской и еврейской кухни.

- На Пасео дель Сентенарио (Дорога Столетия) расположены Муниципальный дворец Тихуаны, комплекс правительства штата, Центральный госпиталь и высотный жилой комплекс «Нью Сити».

- Плаяс де Тихуана — северо-западный район, раскинувшийся вдоль океанского побережья. На Пасео Энсенада расположено большинство магазинов и ресторанов, в том числе торговый центр «Плаза Коронадо», вдоль полосы пляжей тянутся высотные отели и жилые комплексы. Также в районе находятся «Плаза де Торос Монументаль» (арена, на которой проводятся коррида, концерты и боксерские бои), кампус университета Ибероамерикана.
- Сентенарио — главный промышленный район Тихуаны, расположенный в восточной части города. Здесь расположены крупный индустриальный парк «Сьюдад Индустриаль» («Промышленный город») и Парк де ла Амистад (Парк дружбы); вдоль основных магистралей — бульвара Беллас Артес, бульвара Индустриаль и Мексиканского федерального шоссе № 2 — тянутся многочисленные макиладора и сборочные предприятия.
- Меса де Отей — в районе, расположенном в северной части города, рядом с американской границей, находятся международный аэропорт Тихуаны, кампус Автономного университета Баха-Калифорния, торговые центры «Сентро Комерсиаль Отей» и «Плаза Американа Отей», множество китайских, итальянских и мексиканских ресторанов, а также макиладора.
- Сьерро Колорадо — преимущественно жилой район; на вершине холма расположено несколько антенн телерадиостанций и мобильных операторов.
- Ла Меса — в районе расположены крупнейший парк Морелос, кампус частного университета CETYS, торговые центры «Плаза Мундо» и «Макроплаза».
- Сан-Антонио де лос Буэнос — преимущественно жилой район с двумя промышленными парками.
- Санчес Табоада — преимущественно жилой район с крупной промышленной зоной «Пасифик Индастриал Парк».
- Ла Преса — крупнейший по площади район, примыкающий к дамбе.

### Климат
Климат Тихуаны средиземноморский, с мягкой зимой и тёплым летом. Самым холодным месяцем является январь со средней температурой +13 °С, редко опускающейся ниже 0 °С. Большая часть осадков выпадает в зимний период, с ноября по март, а в феврале часты шторма, обычные для Тихоокеанского региона. Самые жаркие месяцы с июля по сентябрь, со средней температурой около +22 °C.
| Показатель                                  | Янв. | Фев. | Март | Апр. | Май  | Июнь | Июль | Авг. | Сен. | Окт. | Нояб. | Дек. |
| ------------------------------------------- | ---- | ---- | ---- | ---- | ---- | ---- | ---- | ---- | ---- | ---- | ----- | ---- |
| Средний суточный максимум, °C               | 20,6 | 21,0 | 20,5 | 21,6 | 23,6 | 25,7 | 28,5 | 28,0 | 27,6 | 25,4 | 23,2  | 20,7 |
| Средний суточный минимум, °C                | 7,4  | 8,4  | 9,6  | 10,7 | 13,4 | 15,3 | 17,1 | 17,9 | 17,0 | 13,1 | 9,8   | 6,9  |
| Норма осадков, мм                           | 43,1 | 42,7 | 61,5 | 19,5 | 3,2  | 0,7  | 0,5  | 0,4  | 5,4  | 9,4  | 32,3  | 36,2 |
| Источник: World Weather Information Service |      |      |      |      |      |      |      |      |      |      |       |      |

## Население

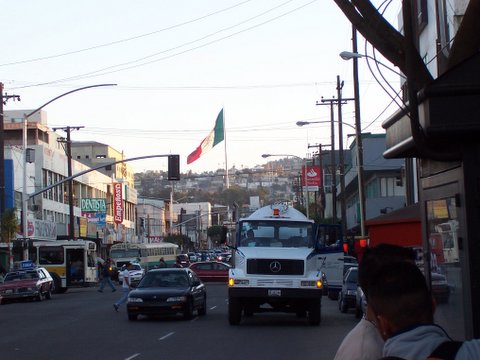
Оживлённая улица в центре города

По данным переписи 2005 года, в Тихуане проживало 1 286 187 человек. По предварительным оценкам в 2010 году население города составило 1 659 872 человека.
Население Тихуаны очень разнообразно, в большинстве это мигранты из других частей Мексики, а также иммигранты со всего мира. Довольно много представителей из азиатских стран, в основном китайцы, в меньшей степени корейцы и японцы. Большое количество граждан США, в основном из Южной Калифорнии, переезжают в Тихуану, чтобы избежать высокой стоимости жизни в своей стране, при этом продолжая работать в Сан-Диего. Много выходцев из Латинской Америки, надеявшихся въехать в Соединённые Штаты, осели в Тихуане. По данным Национального совета народонаселения Мексики, Тихуана является одним из самых быстрорастущих городов Мексики, около 80 000 человек в год переезжают в Тихуану.

### Религия
Большая часть церквей и приходов находятся под управлением Католической церкви, однако всё больше заметен рост протестантских групп. Основное деление населения по религиозным убеждениям:
- Христиане (96 % населения):

- Католики — 61 %;
- Протестанты — 35 %:

- Пятидесятники — 15 %;
- Прочие представители: лютеране, члены Вселенской Церкви Царства Божьего, пресвитериане, баптисты, и прочие.

- Свидетели Иеговы — 11 % населения города;
- Представители Церкви адвентистов седьмого дня — 3 % населения;
- Мормоны — 2 % от населения.

- Иных убеждений (4 %):

- Атеисты и агностики — <4 % населения;
- Также существуют небольшие группы, придерживающиеся восточных религий.

В последние годы, как и в большинстве стран мира, католическая религия сократила своё присутствие в городе; в то же время продолжается рост протестантских групп.

## Экономика
По доходу на душу населения Тихуана занимает в стране третье место после Канкуна и Мехико. Близость к американской границе и наличие дешёвой рабочей силы привлекли в город множество сборочных предприятий. В период своего пика в 2001 году в Тихуане базировалось около 820 макиладора (к 2010 году осталось около 550). Также в городе расположено много компаний хай-тек и колл-центров американских корпораций.
Среди крупнейших предприятий Тихуаны выделяются заводы компаний Sony, Panasonic, Sanyo, Pioneer, Samsung, General Electric, Dell, Kodak, Vizio, Plantronics, Siemens, Philips, Lanix, Zonda Telecom (бытовая электроника и электротехника), Microsoft (программное обеспечение), General Motors, Ford, Toyota, Volkswagen, BMW, Hyundai (автомобили и автокомплектующие), Airbus (аэрокосмическое оборудование), Cemex (стройматериалы), Bimbo и Nabisco (пищевые продукты).
В городе расположены крупные торговые центры «Плаза Рио», «Плаза Мундо», «Плаза Монарка», «Плаза Каррусель», «Плаза Коронадо» и «Галериас Иподромо». Из-за относительной дешевизны в Тихуане процветает множество ориентированных на американцев медицинских центров, стоматологов и пластических хирургов.

### Туризм
Тихуану посещают миллионы американских туристов из Южной Калифорнии. Особенно город привлекателен для молодёжи, так как по мексиканским законам алкоголь продаётся с 18 лет, в отличие от США, где он доступен с 21 года. Также большие компании американских студентов составляют основной контингент клиентов розничных продавцов марихуаны и кокаина, полуподпольных аптек, где без рецепта отпускают психотропные препараты, многочисленных борделей и клубов в Зоне Норте — тихуанском районе «красных фонарей». Простых американцев, преимущественно пенсионеров, привлекает в Тихуане дешевизна сектора медицинских услуг, изобилие сувениров (сомбреро, сапоги-вакерос, пончо, изделия из серебра), адаптированная под вкусы «гринго» мексиканская кухня, ансамбли мариачи, исполняющие народные песни на английском.
Основным магнитом, притягивающим туристов, является бульвар Авенида Революсьон и прилегающие к нему кварталы, где круглосуточно работают рестораны, бордели, магазины и аттракционы, не смолкает какофония уличных оркестров, зазывные крики торговцев, менял и проституток.

## Преступность
Даже по мексиканским меркам Тихуана считается городом с очень высоким уровнем преступности и насилия. В северных, прилегающих к американской границе, районах города (особенно через трущобы Каньона Сапата) местные группировки промышляют переправкой в Калифорнию нелегальных иммигрантов, наркотиков, лекарств, сигарет и спиртного. Борьба за контроль над этими сверхприбыльными сферами преступного бизнеса, особенно в области транспортировки наркотиков, нередко выливается в кровавые стычки и даже затяжные войны между местными картелями.
Переправкой нелегалов через границу занимаются «польерос» или «наседки» (в других местах Мексики их называют «койотес»). К 2010 году только через Тихуану в США перебиралось более миллиона человек в год, в основном мексиканцев, сальвадорцев, гондурасцев, боливийцев, а также китайцев и вьетнамцев.

## Города-побратимы
- Сан-Диего, Калифорния, США
- Яньтай, Китай

## Интересный факт
В городе Тихуана собрали робота Бендера из мультсериала «Футурама».